# فلبوس
الفلبوس (الاسم العلمي: Phyllobius) هو جنس من الحشرات يتبع فصيلة السوسية الحقيقية من رتبة غمديات الأجنحة.

## أنواع الفلبوس
- فلبوس شاحب
- فلبوس بلغاري
- فلبوس تفاحي
- فلبوس جبلي
- فلبوس جزري
- فلبوس حرشفي
- فلبوس ماكر
- فلبوس رمادي
- فلبوس سميك الساق
- فلبوس أجلك
- فلبوس قصير
- فلبوس مختلف
- فلبوس متطاول
- فلبوس ليلي
- فلبوس مهمازي
- فلبوس أسطواني الرقبة
- فلبوس مبقع القرون
- فلبوس شبه مسنن
- فلبوس حامل الدرنات
- فلبوس أخضر الرقبة